# Marta Walesiak
Marta Walesiak-Łabędzka (ur. 29 lipca 1978 w Białymstoku) – polska aktorka.
Ukończyła studia na Wydziale Aktorskim PWSFTviT w Łodzi w 2002 roku. Aktorka Teatru Syrena w Warszawie.

## Filmografia
- Cisza (2001)
- Marzenia do spełnienia (2001-2002)
- 2004-2005: M jak miłość – Klara Sobieszczańska, studentka Norberta
- Lokatorzy (2005)
- Kochaj mnie, kochaj! (2006)
- Klan (2006)
- 2011: Szpilki na Giewoncie – ekspedientka w salonie sukien ślubnych
- 2012: Prawo Agaty – podstawiona córka pacjenta (odc. 19)

## Polski dubbing
- Legenda telewizji (2004)
- Lola i Virginia – Poppy (2006-2007)
- Kim Kolwiek – Bonnie (2002-2007)
- Batman przyszłości (1999-2001)

## Inne role
- 2013 – programy edukacyjne poświęcone cyfryzacji sygnału TV